# Willi Multhaup
Willi Multhaup (ur. 19 lipca 1903 w Essen, zm. 18 grudnia 1982 tamże) – niemiecki trener piłkarski. W 1966 roku poprowadził Borussię Dortmund do końcowego sukcesu w Pucharze Zdobywców Pucharów.